# Setra S 515 HD
Setra S 515 HD — туристический автобус, выпускаемый немецкой компанией Setra с 2012 года. Также существует вариант Setra S 515 HDH.

## Описание
Автобус Setra S 515 HD впервые был представлен в 2012 году. Модель оснащается дизельными двигателями внутреннего сгорания мощностью 428 л. с. от Mercedes-Benz Antos и 476 л. с. от Mercedes-Benz Actros. Базовой трансмиссией считается механическая, 6-ступенчатая, по заказу может устанавливаться роботизированная, 8-ступенчатая PowerShift. Рулевое колесо взято от Mercedes-Benz Actros, только на нём присутствует эмблема в виде буквы «K» (Карл Кассборер). В независимости от эксплуатации автобус отличает адаптированность.

## Эксплуатация в России
В 2017 году автопарк ГУП «Мосгортранс» приобрёл 25 автобусов Setra S 515 HD Russland и столько же автобусов Setra S 517 HD Russland. В Москве автобусы эксплуатировались в рамках Кубка конфедерации по футболу 2017 и Чемпионата мира по футболу 2018. С конца 2018 года автобусы обслуживают заказные перевозки, а также проект «Добрый автобус». До осени 2023 года — также маршруты «Сити-Шаттла» СТ1 «Хорошёво-Мнёвники—Москва-Сити» и СТ2 «Матвеевское—Москва-Сити» до их закрытия.
Помимо Москвы, автобусы данной модели эксплуатируются в Санкт-Петербурге (1 автобус) и Псковской области (2 автобуса; оба переданы из Москвы).

## Эксплуатация в других странах
| Страна     | Предприятие         | Серия                         | Количество |
| ---------- | ------------------- | ----------------------------- | ---------- |
| Люксембург | Demy Schandeler     | DC1021, DC1025, DC1027        | 3          |
| Люксембург | Voyages Emile Weber | 513, 523—527                  | 6          |
| Люксембург | Voyages Huberty     | HU3015                        | 1          |
| Люксембург | Voyages Sales Lentz | SL1857, SL2857                | 2          |
| Люксембург | Voyages Vandivinit  | VV2018, VV2020, VV2043-VV2044 | 4          |
| Нидерланды | Besseling Travel    | 15, 24                        | 2          |
| Швейцария  | Blaguss             | 50303                         | 1          |
| Швейцария  | Gössi Carreisen     |                               | 2          |
| Швейцария  | Marti               | BE 527203                     | 1          |